# Phượng (nhà giả kim)
Phượng (tiếng Trung: 方), là một nhà khoa học Trung Quốc (nhà giả kim) vào thế kỷ thứ nhất TCN. Bà là nhà giả kim thuật nữ được công nhận sớm nhất ở Trung Quốc.
Bà chỉ được biết đến với tên của gia đình là Phượng. Lớn lên trong một gia đình gia giáo thành thạo về thuật giả kim, Phượng đã học thuật giả kim cùng một trong các thê thiếp của Hán Vũ Đế, và vì thế đã được tiếp cận với các địa vị cấp cao nhất của xã hội.
Phượng được ghi nhận là người đã khám phá ra phương pháp biến thủy ngân thành bạc. Họ tin rằng cô có thể đã sử dụng kỹ thuật hóa học để phương pháp chiết bạc từ than bằng thủy ngân. Chồng của Phượng, Trình Vĩ (giản thể: 程伟; phồn thể: 程偉) được cho là đã lạm dụng thân thể Phượng để cố đạt được một thủ tục bí mật, mặc dù bà từ chối đưa cho ông ấy.
Cuối cùng Phượng phát điên và tự sát. Các chi tiết về cuộc đời của Phượng đã được tác giả kiêm nhà giả kim Cát Hồng ghi lại.